# Two Eyes Staring
Pour plus de détails, voir Fiche technique et Distribution.
Two Eyes Staring (Zwart Water, littéralement « L'eau noire » en néerlandais) est un film d'horreur belgo-néerlandais écrit, produit et réalisé par Elbert van Strien, sorti en 2010.

## Synopsis
Ayant appris la mort de sa grand-mère maternelle dont on ne lui avait jamais parlé, la petite Lisa découvre avec ses parents son héritage : un énorme manoir macabre en Belgique. Sur la décision de son père, ils y emménagent. Lisa s'y sent seule, loin de sa meilleure amie. Elle découvre une jeune fille dans la cave. Elle seule peut la voir…

## Fiche technique
- Titre original : Zwart Water
- Titre international : Two Eyes Staring
- Réalisation : Elbert van Strien
- Scénario : Elbert van Strien et Paulo van Vliet
- Direction artistique : Anne Winterink
- Décors : Romke Faber
- Costumes : Mariella Kallenberg
- Photographie : Guido van Gennep
- Montage : Herman P. Koerts et Elmer Leupen ; Elbert van Strien (non crédité)
- Musique : Han Otten et Maurits Overdulve
- Production : Claudia Brandt et Elbert van Strien
- Société de production : Accento Films
- Société de distribution :  Independent Films
- Pays d'origine :  Pays-Bas,  Belgique
- Langue originale : néerlandais
- Format : couleur - 2.35 : 1
- Genre : film d'horreur
- Durée : 112 minutes
- Dates de sortie :
  -  Pays-Bas : 11 mars 2010
  -  France : 16 septembre 2010 (Festival européen du film fantastique de Strasbourg) ; 21 juin 2011 (DVD)
  -  Belgique : 16 octobre 2010 (Festival international du film de Flandre-Gand)

## Distribution
- Hadewych Minis : Christine / Karen
- Barry Atsma : Paul
- Isabelle Stokkel : Lisa
- Charlotte Arnoldy : Karen (adolescente)
- Steven Boen : Rijkswachter
- Warre Borgmans : le psychiatre

## Production
La production Accento Films, fondée par le réalisateur Elbert van Strien et la productrice Claudia Brandt en 2003, produit le premier film de ce réalisateur.
L'équipe de la production Accento Films tourne à Gand dans la province de Flandre-Orientale de Belgique et quelques scènes aux Pays-Bas.

## Accueil

### Sorties internationales
Two Eyes Staring sort le 11 mars 2010 aux grands écrans néerlandais.
En France, il est d'abord sélectionné au Festival européen du film fantastique de Strasbourg en septembre 2010, puis sort en DVD sous le titre Two Eyes Staring - La Diabolique en juin 2011.
La Belgique le sélectionne au Festival international du film de Flandre-Gand en octobre 2010.

## Distinctions

### Récompenses
- Fantasporto 2011 :
  - Grand prix pour Elbert van Strien
  - Meilleur scénario pour Elbert van Strien et Paulo van Vliet
  - Meilleur film pour Elbert van Strien

### Nominations et sélections
- Festival européen du film fantastique de Strasbourg 2010 : « Mention spéciale »

## Remake
En 2011, la production Summit Entertainment obtient le droit d'adaptation cinématographique de cette version, dont la réalisation est confiée au réalisateur Scott Derrickson avec l'actrice Charlize Theron dans le rôle de Christine et dont le tournage n'est pas annoncé depuis.

### Sources
- Two Eyes Staring sur Accento Films
- Two Eyes Staring sur Festival européen du film fantastique de Strasbourg